# Plaza Mayor

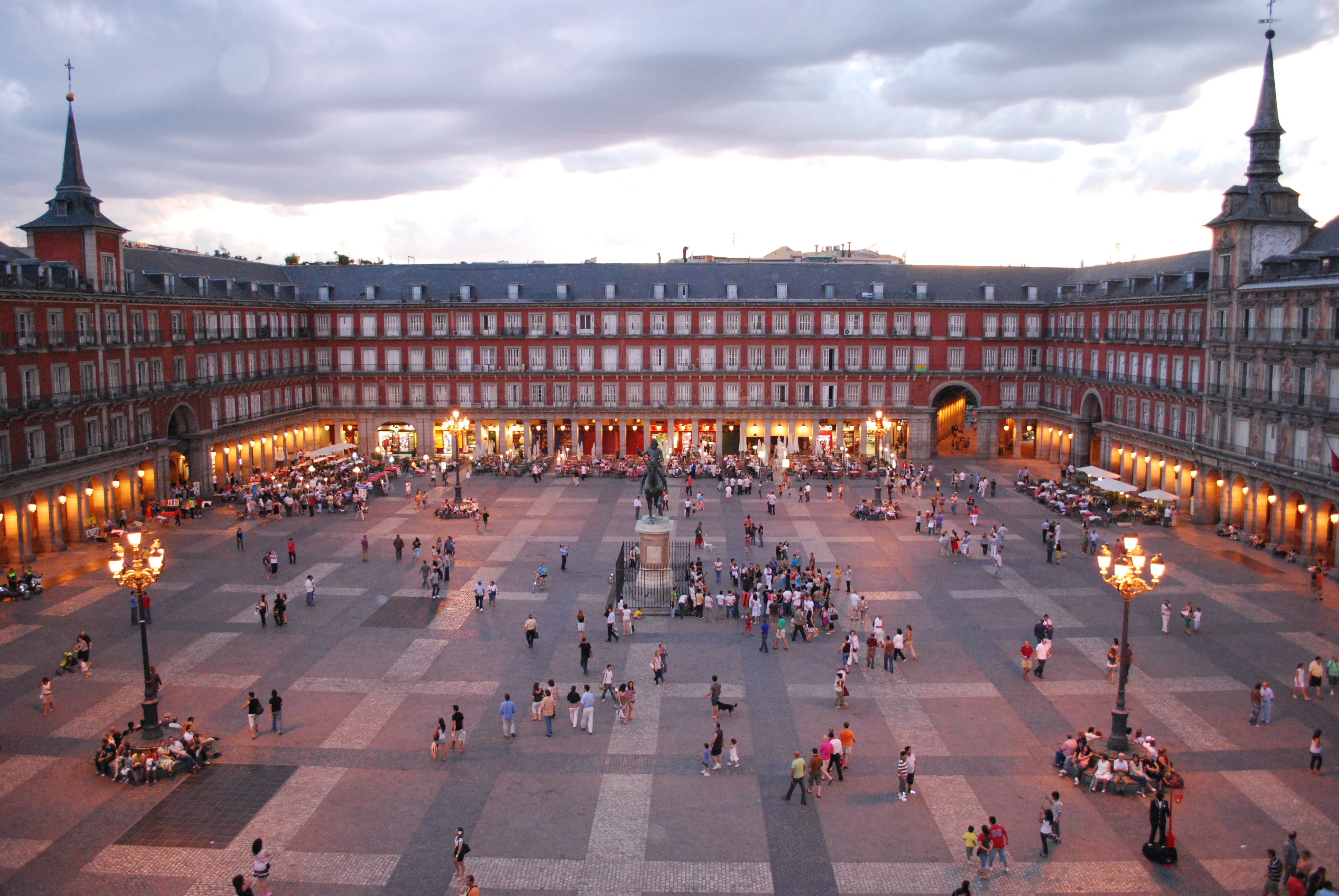
Praça Maior de Madrid (século XVI-XVII), Espanha

Plaza Mayor (em português:  Praça Maior) é a designação da praça mais importante de muitas cidades espanholas ou hispano-americanas. Às vezes são chamadas Plaza de Armas (Praça de Armas).
Em Espanha, o Renascimento foi uma época em que várias praças foram regularizadas para dar origem às Plazas Mayores, como em Valhadolid, Madrid e, mais tardiamente, em Salamanca. Na América colonial espanhola, o urbanismo na maioria das cidades esteve subordinado à criação de uma Plaza Mayor no centro da povoação, ao redor da qual se desenvolvia uma malha urbana regular com forma de tabuleiro de xadrez. Ao redor desta praça eram dispostas a sede da municipalidade (como o Cabildo), a igreja principal ou catedral e a casa dos moradores mais ilustres.

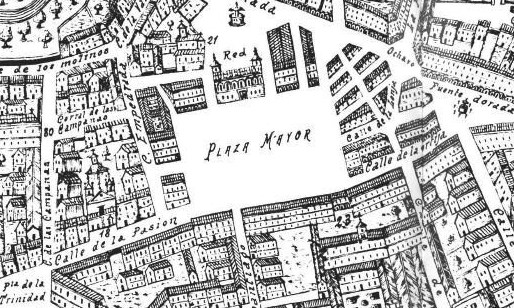
Plano de Valhadolid de 1738 mostrando a Plaza Mayor

As regras do urbanismo espanhol colonial foram registradas nas Ordenanzas de Descubrimiento y Población de Filipe II, publicadas em 1573. Esse é a origem de espaços como a Praça Maior de Lima (Peru), a Praça de Maio em Buenos Aires (Argentina) e a Praça da Constituição na Cidade do México.
Espanha
- Plaza Mayor (Madrid)
- Plaza Mayor (Plasencia)

Argentina
- Praça de Maio (Buenos Aires)

Bolívia
- Praça Murillo (La Paz)

Colômbia
- Plaza Mayor (Medellín)

México

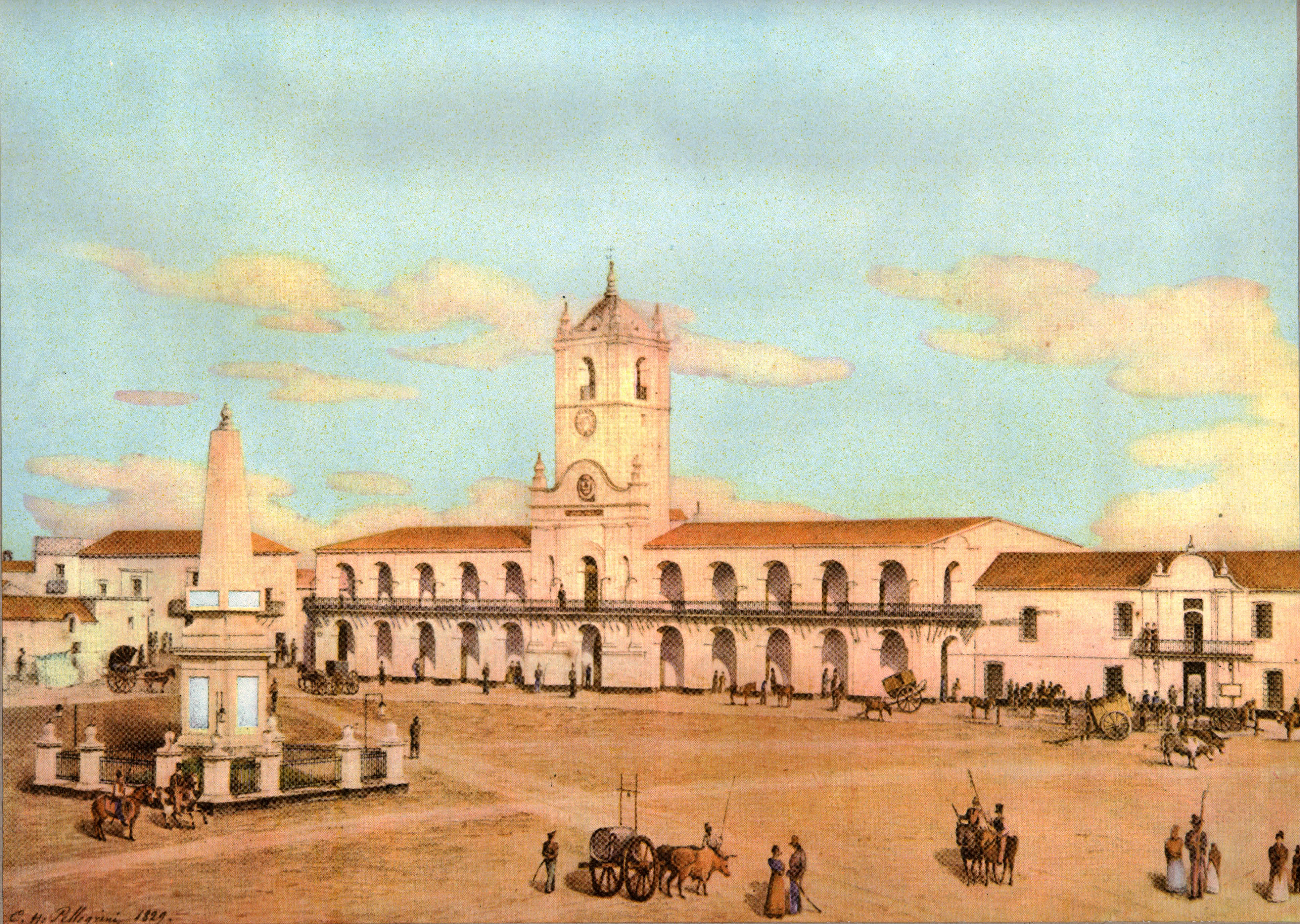
Praça de Maio em 1829. Buenos Aires, Argentina

- Praça da Constituição (Cidade do México)

Peru
- Praça Maior (Lima)